# Habsburg–Lotaringiai Mária Erzsébet főhercegnő
Habsburg–Lotaringiai Mária Erzsébet Jozefa főhercegnő, teljes német nevén Erzherzögin Maria Elisabeth Josepha Johanna Antonia von Österreich, Bécs, 1743. augusztus 13. – Linz, 1808. szeptember 22.), Mária Terézia császárné leánya, osztrák főhercegnő, német-római császári hercegnő, magyar és cseh királyi hercegnő, innsbrucki főapátnő.

## Élete

### Származása, testvérei

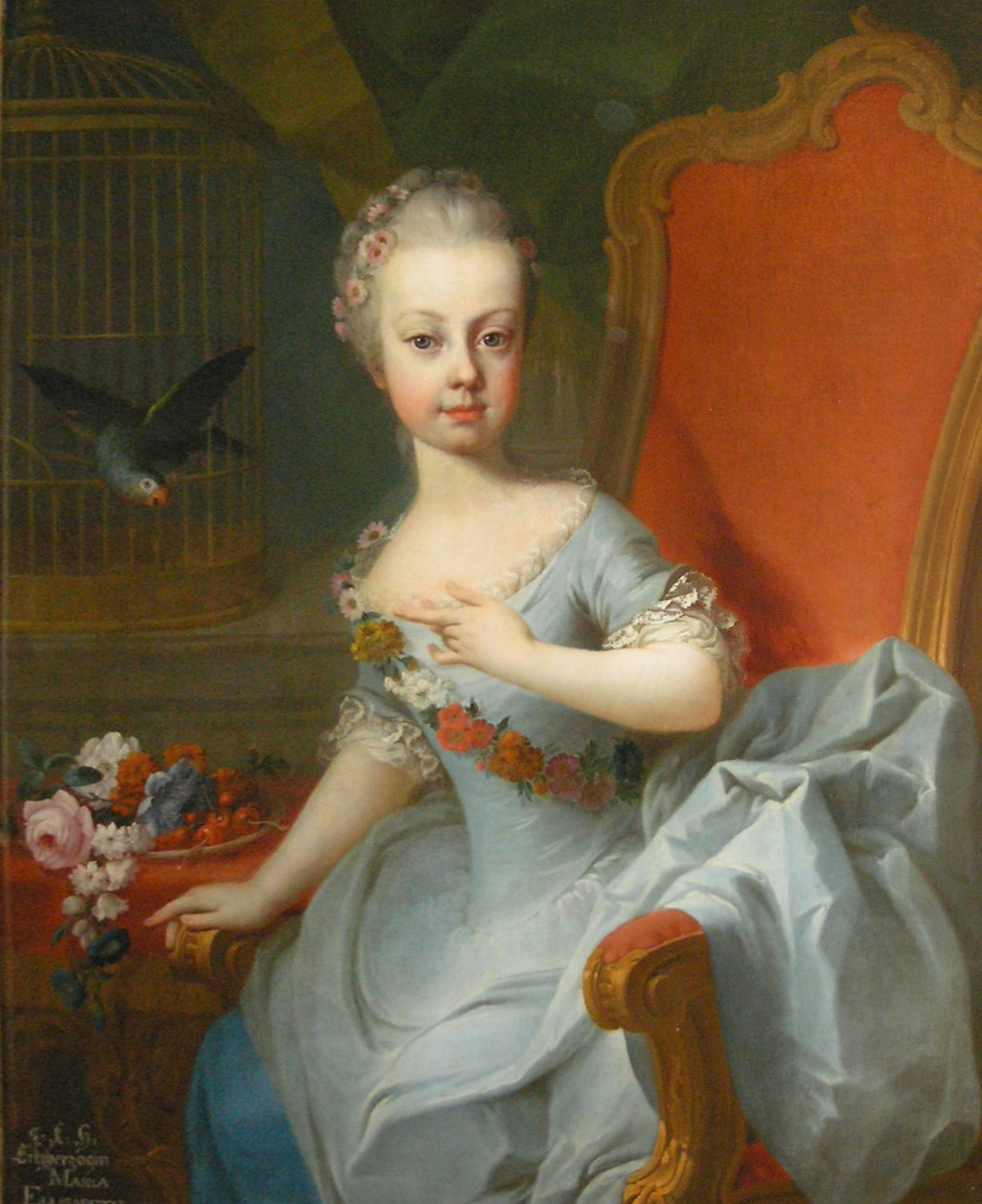
Az ifjú Mária Erzsébet főhercegnő

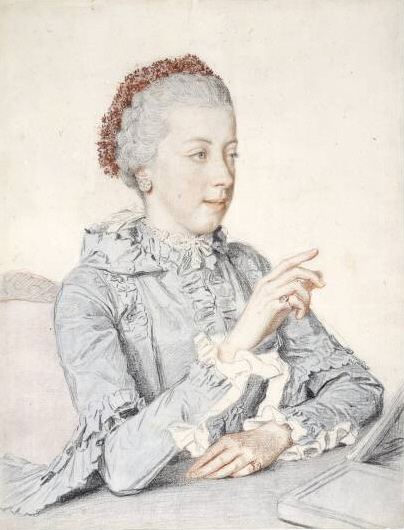
Mária Erzsébet főhercegnő
(J.E. Liotard pasztellrajza)

Mária Erzsébet Jozefa főhercegnő édesapja I. (Lotaringiai) Ferenc német-római császár (1708–1765) volt. Édesanyja Mária Terézia császárné, osztrák uralkodó főhercegnő, magyar és cseh királynő (1717–1780) volt.
A császári pár 16 gyermekének sorában Mária Erzsébet Jozefa volt a hatodik gyermek, ötödik leány, de idősebb nővérei közül ketten, Mária Erzsébet Amália (1737–1740) és Mária Karolina Ernesztina (1740–1741) kisgyermekkorukban meghaltak. Felnőttkort megérő testvérei:
- Mária Anna Jozefa főhercegnő (1738–1789), betegsége miatt egy Klagenfurti kolostorba vonult vissza.
- József Benedek Ágost főherceg (1741–1790), később II. József néven német-római császár, magyar és cseh király (1764–1790).
- Mária Krisztina főhercegnő (1742–1798), aki 1766-ban Albert Kázmér szász–tescheni herceghez (1738–1822) ment feleségül.
- Mária Erzsébet Jozefa főhercegnő (1743–1808), betegsége miatt egy innsbrucki kolostorba vonult.
- Károly József Emánuel főherceg (1745–1761), fiatalon meghalt.
- Mária Amália főhercegnő (1746–1804), aki 1769-ben I. Ferdinánd parmai herceghez (1751–1802) ment feleségül.
- Péter Lipót József főherceg (1747–1792), I. Lipót néven toszkánai nagyherceg, 1790–92 között II. Lipót néven német-római császár, magyar és cseh király.
- Mária Johanna Gabriella főhercegnő (1750–1762) akit IV. Ferdinánd nápolyi királlyal jegyeztek el, de meghalt az esküvő előtt.
- Mária Jozefa főhercegnő (1751–1767), akit elhalt nővére, Johanna Gabriella után szintén IV. Ferdinánd nápolyi királlyal jegyeztek el, de ő is meghalt az esküvő előtt.
- Mária Karolina Lujza főhercegnő (1752–1814), aki elhalt nővérei helyett 1768-ban feleségül ment IV. Ferdinánd nápolyi királyhoz (1751–1825), a későbbi I. Ferdinánd nápoly–szicíliai királyhoz, így Nápoly és Szicília királynéja lett.
- Ferdinánd Károly Antal főherceg (1754–1806), Lombardia főkormányzója, aki 1771-ben Estei Mária Beatrix modenai hercegnőt (1750–1829), és megalapította a Habsburg-ház Este-Modenai ágát.
- Mária Antónia főhercegnő (1755–1793), aki 1770-ben XVI. Lajos francia király felesége lett. Lajos Károly francia trónörökös herceg édesanyja. A francia forradalom során férjével együtt kivégezték. Fia 1795-ben fogságban halt meg.
- Miksa Ferenc főherceg (1756–1801) püspök, kölni választófejedelem, a Német Lovagrend nagymestere.

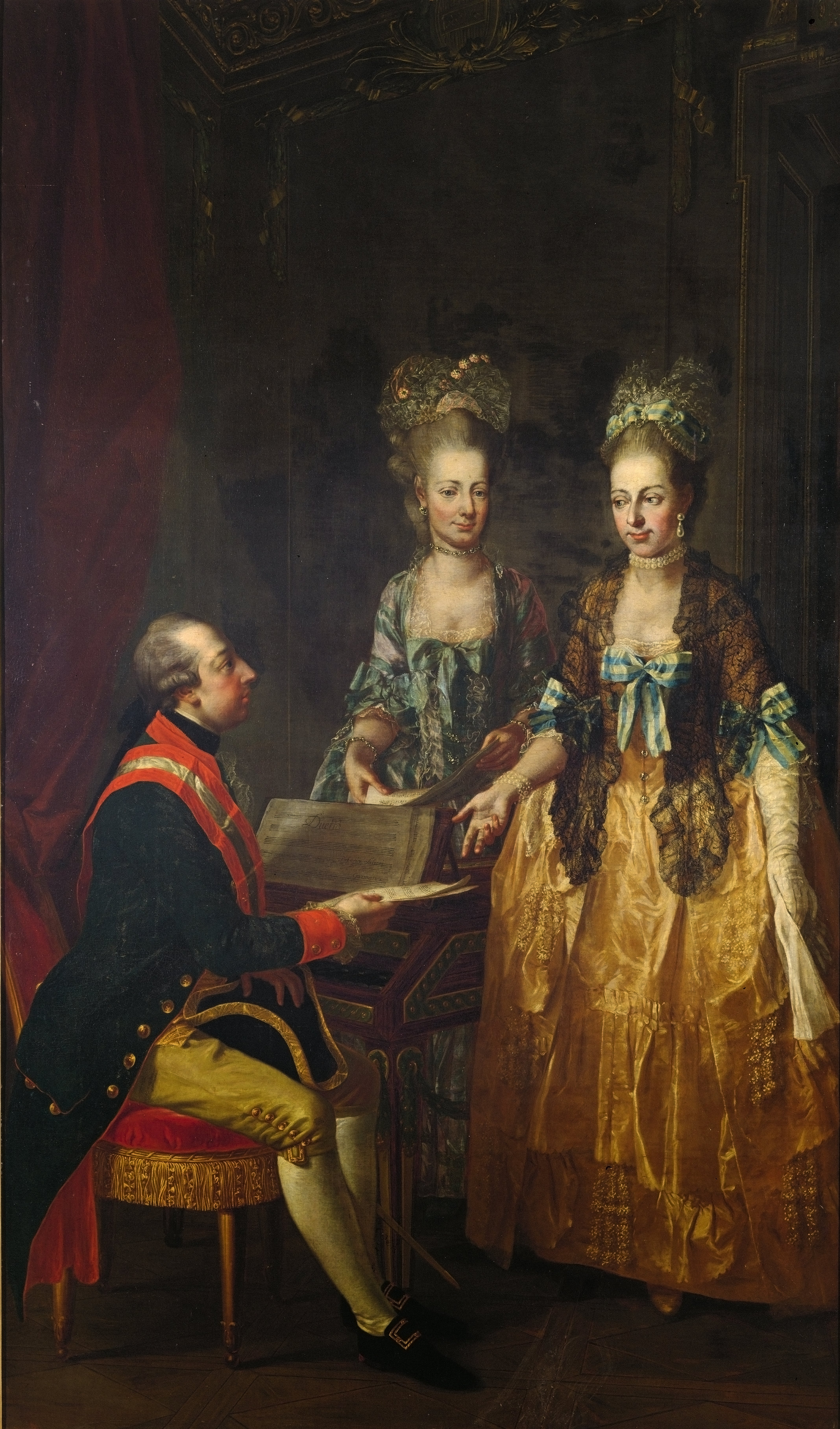
József főherceg húgaival: Mária Anna Jozefa és Mária Erzsébet főhercegnőkkel.

### Szép reményű ifjúsága
Mária Terézia leányai közül Mária Erzsébet – vagy ahogy az udvarban hivták, Liesl – volt a legszebb. Ennek tudatában is volt. Hiú, kacér és tetszenivágyó volt, nagy gonddal ápolta-piperézte magát, imádott szórakozni, viszont a tanulmányai nem érdekelték túlságosan. És voltak ennél rosszabb tulajdonságai: szeretett pletykálkodni, gonoszkodni, rettentően fel volt vágva a nyelve, fiatalkora ellenére gyakran használta a metszően ironikus megjegyzéseket. Neveltetését illetően tanulmányaiban felszínes és felületes volt. Számtalan nevelője akadt: kezdetben Belrupt grófnő volt a bájos Liesl nevelője, majd 1756-ban pedig Maria Gabriela von Heister, 1760-ban Erdődy Antónia grófnő követte. Még a gyóntató személye is változott: Franz Lechner jezsuita atya helyébe Ignaz Parheimer lépett.
Mária Terézia gyerekesnek, hiúnak és kacérnak tartotta. Egy levelében „szép kokettnek” nevezte saját leányát. Feltűnően szép leány volt, már tizenkét éves korától számos kérője akadt, a sorjázó házassági ajánlatokat azonban anyja, a császárné sorra elutasította. Leányai szépségét Mária Terézia fontos politikai tőkének tartotta, amelyet Ausztria dinasztikus politikájában akart előnyösen értékesíteni.
Első királyi kérője az 1764-ben megválasztott lengyel király, Poniatowski Szaniszló Ágost (1732–1798) volt, de ezt a házasságot – nagyhatalmi politikai érdekből – mind Mária Terézia, mind II. Katalin orosz cárnő is ellenezte. (Szaniszló Ágostot, az utolsó lengyel királyt 1795-ben valóban lemondásra kényszerítették, Lengyelország maradék területét a Habsburg Birodalom, Orosz Birodalom és a Porosz Királyság egymás között felosztották).
Mária Erzsébet beleszeretett a Savoyai-házból való Benedek szárd királyi hercegbe (1741–1808), III. Károly Emánuel szárd–piemonti király (1701–1773) fiába, Chablais (Chiablese) hercegébe, de ezt a házasságot saját bátyja, József főherceg, a trónörökös ellenezte, szintén politikai okokból. (Benedek herceg utóbb saját unokahúgát, Savoyai Mária Anna szárd királyi hercegnőt (1757–1824), III. Viktor Amadé szárd–piemonti király (1726–1796) leányát vette feleségül).
A császárleány számára sokáig nem találtak olyan férjet, amely a nagyhatalmi és dinasztikus játszma szempontjainak mindenben megfelelt volna. 24 évesen még mindig hajadon volt.
1767-ben az 57 éves, megözvegyült XV. Lajos francia királlyal jegyezték el. Egy nagyhatalom királynéjává válhatott volna, az osztrák–francia szövetség zálogává. A kancelláriák már megkötötték a házassági szerződést is. Néhány nappal az esküvő kitűzött időpontja előtt a 24 éves főhercegnő feketehimlőt kapott, amely elcsúfította arcát. Abban az időben e betegség általában halálos kimenetelű volt, az erős szervezet azonban felülkerekedett, és Erzsébet felgyógyult a himlőből, akárcsak édesanyja, Mária Terézia, aki fiatalkorában szintén túlélte ezt a betegséget. Legendás szépsége azonban odaveszett, XV. Lajos így már nem kívánta őt feleségül venni. (A francia–osztrák szövetség végül Lajos unokája, XVI. Lajos és Erzsébet húga, Mária Antónia házasságával jött létre.) Még megpróbálták őt így férjhez adni az 1760-ban megözvegyült III. Károly spanyol királyhoz, de ez is meghiúsult.
A kudarcokba – a főhercegnő megcsúnyulásán túl – kötekedő, gúnyolódó természete és éles nyelve is közrejátszhatott. Rokonait kíméletlen, szókimondó, sokszor igazságtalan kritikákkal illette. Unokaöccsét, Rudolfot a későbbi olmützi érseket „saját fészkébe piszkítónak” („Nestbeschmutzer”) nevezte, amikor az 1805-ben egyházi pályára lépett és Beethoven mecénása lett. Saját öccse, Lipót főherceg (a későbbi császár) kellemetlenül pletykás természetűnek tartotta nővérét. Mária Erzsébet ráadásul még golyvát is kapott, férjhez menési esélyei végképp elenyésztek. A férjezetlen főhercegnők számára egyetlen út maradt: a kolostorba vonulás.

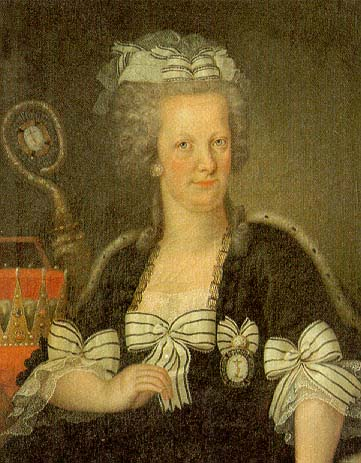
Mária Erzsébet főhercegnő, főapátnő

### Élete Innsbruckban
Anyja utasítására Mária Erzsébet főhercegnőnek egy innsbrucki főrendi hölgyalapítványhoz kellett költöznie, ez egy apácakolostor volt, amelyet Mária Terézia 1766-ban férje, Lotaringiai Ferenc császár halála után alapított, azzal a fő rendeltetéssel, hogy elhunyt férje lelki üdvéért imádkozzanak. A főhercegnők kolostorba vonulása nem számított büntetésnek, hiszen itt főapátnői méltóságot és jövedelmet kaptak, állásuknak megfelelő lakosztályban laktak, és részt vehettek a közéletben.
Mária Erzsébet tehát Innsbruckba utazott főapátnőnek, hogy – anyja megbízatása szerint – élete hátralévő részét halott apjáért való imádkozással töltse. Extrovertált személyisége új színt vitt a kolostori élet egyhangúságába. Megvolt benne a képesség, hogy a családi ünnepeken magára vonja a jelenlévők figyelmét, és történeteivel órákon át le tudta kötni számtalan unokaöccsét és unokahúgát. Ismerősei úgy jellemezték, mint „egy nagyon népszerű hölgy, akiben kora ellenére heves tűz ég, és időnként goromba kifejezésekre ragadtatja magát”.
Sir John Swinburne báró (Algernon Charles Swinburne költő nagyapja), aki Mária Erzsébetet 1780-ban Bécsben látta, ezt írta róla: „Erzsébet főhercegnő szépséges hölgy volt, mielőtt a himlőt elkapta volna. Most nincs benne semmi vonzerő. Panaszkodik, hogy senkit sem fogadhat, csak nővére jelenlétében, aki mint legidősebb, az egész beszélgetést irányítja. A hölgy természeténél fogva élénk és gyors felfogású, láthatólag szenved az unalomtól. Röviddel ezelőtt kelés keletkezett az arcán, amely annyira elmérgesedett, hogy négy hétig az ágyat nyomta. Amikor Sir Robert Keith, az angol követ, emiatt részvétlátogatást tett nála, a hölgy kacagásban tört ki, és azt mondta neki, fölösleges a betegség miatt aggódnia. 'Higgyen nekem, mondta, ha egy negyvenéves férjezetlen főhercegnőnek egy lyuk támad a képén, csak szórakozás. Nem szabad szerencsétlenségnek nevezni azt, ami életem magányát és unalmát megtöri.’ Még hozzátette, hogy szégyen Mária Terézia uralkodására, ahogy a császárné a felnőtt leányait olyan szigor alatt tartja, mint a gyerekeket, és tiltja nekik a szórakozást, a vidám társasági életet.”
Amikor öccse, a liberálisabb Lipót 1790-ben császárként trónra lépett, a szigorúság alábbhagyott. Mária Erzsébet gyakran helyettesítette az uralkodót a tiroli császári hegyivadász ezred hivatalos eseményein. 1790-ben Lipót császár helyett ő nyitotta meg az innsbrucki Tartományi Gyűlést (Landtag). Gyakran fogadott magas látogatókat, fejedelmeket, uralkodó személyiségeket, de tiszteletüket tették nála művészek és költők is. Maga Johann Wolfgang von Goethe is meglátogatta a főhercegnőt 1790. június 8-án, második itáliai utazásáról visszaútban.
Főudvarmestere, Spaur gróf társaságában többször ellátogatott a tiroli Puster-völgybe (ma: Val Pusteria, Dél-Tirol). 1800 őszén Bruneckbe (ma: Brunico) utazott, ahol 1801 tavaszáig maradt, majd udvari kíséretével együtt Niederdorfba (ma: Villabassa) vonult nyaralni, a Kurz-Prunner család birtokán. A helyi szájhagyomány szerint a főhercegnő nagy népszerűségre tett szert, a nép ajkán „Jószívű Erzsinek” („gute Lisl”) nevezték, bár a háta mögött tiszteletlenül „ragyás Erzsinek” („kropfate Lisl”) is hívták. Szeptember végén tért vissza Innsbruckba.

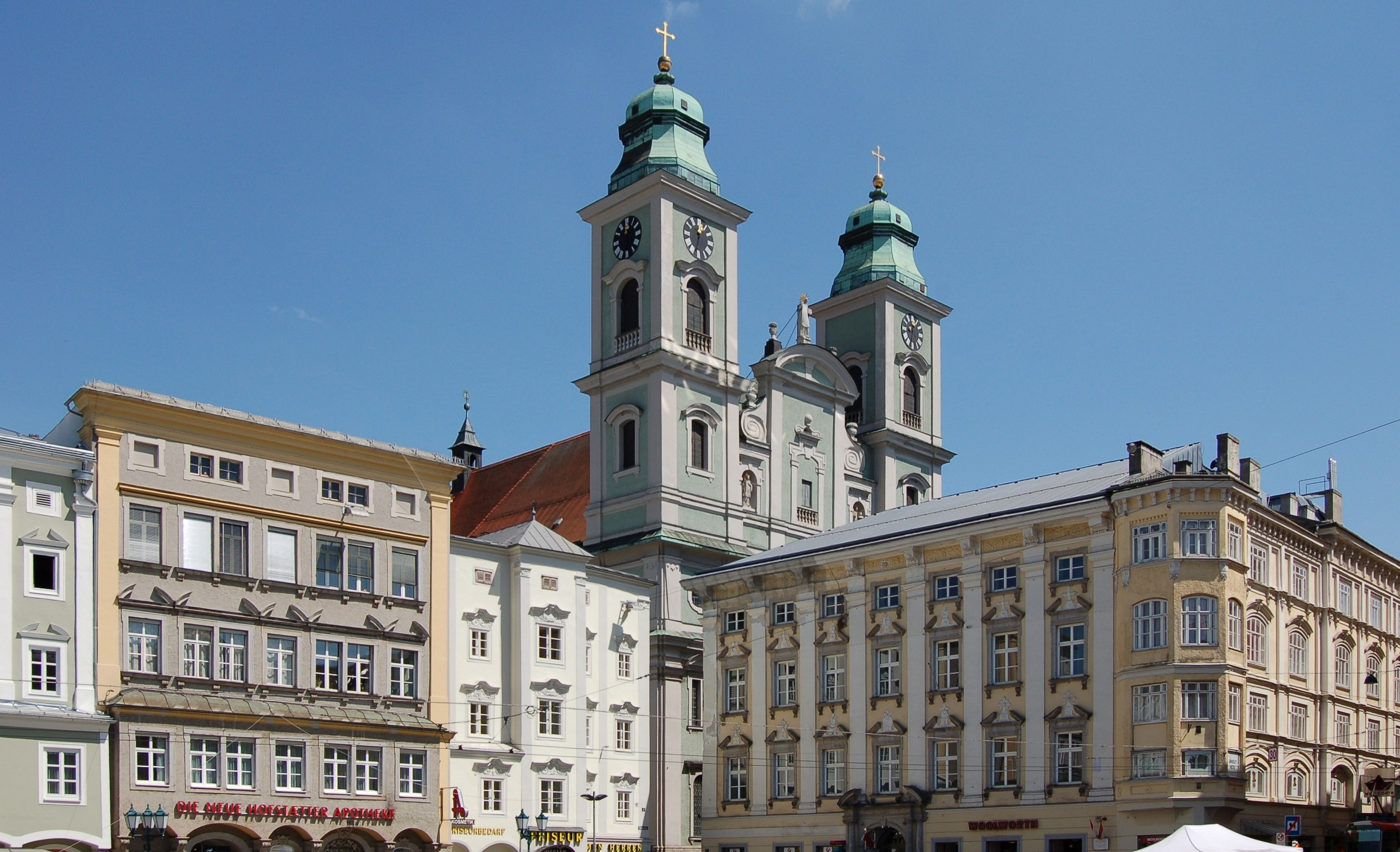
A linzi jezsuita templom (Alte Dom)

1805-ben Napóleon bevonuló csapatai elől menekülve elhagyta Innsbruckot és Linzbe költözött, itt élt haláláig, 1808. szeptember 22-éig. Linzben, a székesegyház (Alte Dom) kriptájában temették el. 1909-ben az új székesegyház (Mariä-Empfängnis-Dom) felszentelésekor a régi dómot a jezsuita rend vette át. Mária Erzsébet síremléke napjainkig megtekinthető.

## Emlékezete
A schönbrunni kastély ún. Balkonzimmer szobájában Martin van Meytens portréfestő művei láthatók, amelyeket Mária Terézia gyermekeiről készített. Fő helyen áll Mária Erzsébet portréja, aki valaha a legszebb császárleány volt mind közül.

## Külső hivatkozások
- Apácakolostorok nemesi főapátnői.
- Mária Erzsébet főhercegnő személyi, családi adatai.
- Rövid életrajza
- Mária Erzsébet Tirolban (1801).